# ویکولی
ویکولی (به ایتالیایی: Vicoli) یک کومونه در ایتالیا است که در استان پسکارا واقع شده‌است. ویکولی ۹ کیلومتر مربع مساحت و ۴۲۶ نفر جمعیت دارد و ۴۴۵ متر بالاتر از سطح دریا واقع شده‌است.